# (38356) 1999 RS152
1999 RS152 (asteroide 38356) é um asteroide da cintura principal. Possui uma excentricidade de 0.06265870 e uma inclinação de 11.04941º.
Este asteroide foi descoberto no dia 9 de setembro de 1999 por LINEAR em Socorro.